# Hypogeomys australis
Hypogeomys australis é um roedor extinto do centro e sudeste de Madagascar. Descrito pela primeira vez em 1903, é maior que seu parente próximo, o vivo Hypogeomys antimena, que ocorre mais a oeste, mas, de resto, semelhante. O comprimento médio do fêmur (osso da coxa) é de 72,1 mm, em comparação com 63,8 mm em H. antimena. Um dos poucos roedores extintos de Madagascar, sobreviveu até pelo menos cerca de 1536 AP, com base na datação por radiocarbono. Pouco se sabe de sua ecologia, mas pode ter vivido em tocas como seu parente vivo e se alimentado de algumas plantas adaptadas a ambientes áridos.

## Taxonomia
Hypogeomys australis foi descrito em 1903 por Guillaume Grandidier a partir de material subfóssil coletado na caverna de Andrahomana [en], no sudeste de Madagascar. O material de Hypogeomys era semelhante ao do vivo Hypogeomys antimena, mas distinto o suficiente para que Grandidier o reconhecesse como uma espécie separada, diferente em tamanho e em alguns detalhes morfológicos. Grandidier descreveu outra espécie subfóssil de Hypogeomys em 1912, Hypogeomys boulei, mas o material no qual essa espécie se baseou foi posteriormente identificado como o enigmático mamífero Plesiorycteropus. Em 1946, Charles Lamberton ilustrou outro fêmur (osso da coxa) de Hypogeomys australis; a origem e o paradeiro atual deste espécime são desconhecidos. Em 1996, Steven Goodman [en] e Daniel Rakotondravony revisaram a distribuição de Hypogeomys e confirmaram que H. australis é uma espécie distinta. H. australis e Hypogeomys antimena são classificados juntos na subfamília exclusivamente malgaxe Nesomyinae, da família Nesomyidae, que inclui vários roedores africanos.

## Descrição
Hypogeomys australis era geralmente semelhante a Hypogeomys antimena, o maior roedor vivo de Madagascar, mas ainda maior, com pouca ou nenhuma sobreposição nas medidas. Grandidier descreveu a espécie extinta como mais robusta, com cicatrizes musculares mais proeminentes nos ossos longos e com molares mais longos com cristas e lobos mais distintos. O comprimento do primeiro molar inferior é de 5,2 a 6,4 mm, com média de 5,7 mm, em dez Hypogeomys australis e de 3,9 a 5,5 mm, com média de 4,8 mm, em vinte e quatro Hypogeomys antimena. A largura do fêmur na extremidade proximal (próxima) é de 18,6 a 21,5 mm, com média de 19,9 mm, em treze Hypogeomys australis e de 16,8 a 18,5 mm, com média de 17,5 mm, em nove Hypogeomys antimena. Em dez Hypogeomys australis, o comprimento total do fêmur é de 69,9 a 75,1 mm, com média de 72,1 mm, em comparação com 59,7 a 69,9 mm, com média de 63,8 mm em nove Hypogeomys antimena.

## Distribuição e ecologia
Restos atribuídos a Hypogeomys australis são conhecidos de Andrahomana, no sudeste de Madagascar, e de Antsirabe, no centro de Madagascar, sugerindo uma ampla distribuição anterior. Sua área de ocorrência não é conhecida por se sobrepor à de Hypogeomys antimena, que sofreu uma redução drástica durante o Holoceno. Um osso de Andrahomana foi datado por radiocarbono em cerca de 4440 AP e outro em 1536 AP. Embora quase nada se saiba sobre a ecologia de Hypogeomys australis, Goodman e Rakotondravony presumiram que era semelhante a seu parente vivo, vivendo em tocas em áreas com solos soltos. H. australis mostra um conteúdo relativamente alto do isótopo carbono-13, provavelmente porque se alimentava de algumas plantas enriquecidas em carbono-13 através da fixação de carbono C4 e do metabolismo ácido das crassuláceas; ambos os processos relacionados à fotossíntese ocorrem com mais frequência em plantas adaptadas a ambientes secos.
H. australis é um dos apenas três roedores extintos conhecidos de Madagascar (os outros são  Brachytarsomys mahajambaensis e Nesomys narindaensis do noroeste de Madagascar). Em geral, poucos animais pequenos foram extintos em Madagascar, exceto por esses roedores, duas espécies de Plesiorycteropus e Microgale macpheei; em contraste, grandes animais como os lêmures subfósseis [en], o carnívoro Cryptoprocta spelea, o hipopótamo-de-madagáscar, as tartarugas Aldabrachelys e as aves Aepyornis e Mullerornis foram todos extintos por volta da época da chegada dos humanos.

## Literatura citada
- Burney, D.A., Burney, L.P., Godfrey, L.R., Jungers, W.L., Goodman, S.M., Wright, H.T. e Jull, A.J.T. 2004. A chronology for late prehistoric Madagascar (assinatura necessária). Journal of Human Evolution 47:25–63.
- Crowley, B.E., Godfrey, L.R. e Irwin, M.T. 2010. A glance to the past: subfossils, stable isotopes, seed dispersal, and lemur species loss in Southern Madagascar (assinatura necessária). American Journal of Primatology 71:1–13.
- Goodman, S.M. e Rakotondravony, D. 1996. The Holocene distribution of Hypogeomys (Rodentia: Muridae: Nesomyinae) on Madagascar. Biogéographie de Madagascar 1996:283–293.
- Grandidier, G. 1903. Description de l'Hypogeomys australis, nouvelle espèce de Rongeur sub-fossile de Madagascar. Bulletin du Muséum national d'histoire naturelle 9:13–15 (em Francês).
- MacPhee, R.D.E. 1994. Morphology, adaptations, and relationships of Plesiorycteropus, and a diagnosis of a new order of eutherian mammals. Bulletin of the American Museum of Natural History 220:1–214.
- Mein, P., Sénégas, F., Gommery, D., Ramanivoso, B., Randrianantenaina, H. e Kerloc'h, P. 2010. Nouvelles espèces subfossiles de rongeurs du Nord-Ouest de Madagascar (assinatura necessária). Comptes Rendus Palevol 9(3):101–112 (em Francês, com versão resumida em inglês).
- Musser, G.G. e Carleton, M.D. 2005. Superfamily Muroidea. Pp. 894–1531 in Wilson, D.E. e Reeder, D.M. (eds.). Mammal Species of the World: a taxonomic and geographic reference. 3rd ed. Baltimore: The Johns Hopkins University Press, 2 vols., 2142 pp. ISBN 978-0-8018-8221-0
- Sommer, S. 1996. Ecology and social structure of Hypogeomys antimena, an endemic rodent of the dry deciduous forest in western Madagascar. Biogéographie de Madagascar 1996:295–302.
- Turvey, S.T. 2009. Holocene Extinctions. Oxford University Press US, 359 pp. ISBN 978-0-19-953509-5